# قسم بمبور الشرقي الريفي (مقاطعة بمبور)
قسم بمبور الشرقي الريفي (بالفارسية: دهستان بمپور شرقی) هي منطقة سكنية تقع في إيران في Bampur District. يقدر عدد سكانها بـ 22,382 نسمة .